# プロレスリングアライヴ
プロレスリングアライヴ&メジャーズ（プロレスリングアライヴ・アンド・メジャーズ）は、東北地方と北関東を中心に活動しているプロレス団体。

## 特徴
岩手と栃木に拠点を置いて群馬にあるプロレスリング邑楽道場で練習を行っている。

## 歴史
- 2009年5月30日、プロレスリングアライヴとして大迫交流活性化センター多目的ホールで旗揚げ戦を開催。
- 2013年3月11日、日本列島プロレス連盟の発足に参加[1]。
- 2018年9月29日、団体名をプロレスリングアライヴ&メジャーズ（プロレスリングアライヴ・アンド・メジャーズ）に改称[2]。

## タイトル
- CCWカナディアンヘビー級王座

## 所属選手
- 松崎和彦
- ミスタータガミ
- 梅沢菊次郎
- 末吉利啓
- 藤原秀旺
- 木村太輔
- はらじゅくきっど
- S.E.D
- 服部健太
- ギョウ・ザ・キッドマン
- 磐城利樹

## スタッフ

### リングアナウンサー
- 渚大士

## 歴代所属選手
- 鎌田大輔（2013年9月1日引退）
- うどん工房たかやTAISHO（2019年1月12日引退）